# 학장천
학장천(鶴章川)은 부산광역시 부산진구 개금동에서 발원하여 대체로 남서류하다가 부산광역시 사상구 엄궁동의 낙동강으로 흘러드는 강이다. 일부 구간이 복개되어 있다. 2011년 6월 23일 이 강의 생태하천 복원 착공식을 사상구 주례동 주례초등학교에서 열렸다. 이 공사는 2015년 12월에 마무리된다.